# Michael Smith (poeta)
Michael Smith (Dublín, 1 de septiembre de 1942 - Dublín, 16 de noviembre de 2014) fue un poeta, crítico y traductor irlandés. Fue miembro de la Academia Irlandesa de Artistas (Aosdána) y colaborador como crítico literario en The Irish Times. La poesía reunida de Michael Smith aparece en los volúmenes Selected Poems (1985), Lost Genealogies (1993) y Meditations on Metaphor (1998). El poeta fue asimismo fundador de New Writers Press (Dublín, 1967) junto con su esposa Irene y el escritor Trevor Joyce. También fue fundador de la revista literaria The Lace Curtain. Figura en numerosas antologías de poesía irlandesa, entre ellas The Penguin Book of Contemporary Irish Verse. Ha traducido a un gran número de poetas en lengua española, como Francisco de Quevedo, Luis de Góngora, Gerardo Diego, Pablo Neruda y Vicente Huidobro. Entre sus publicaciones como traductor figuran: Selected Poems de Rosalía de Castro, The Prison Poems de Miguel Hernández y, con Luis Ingelmo, Complete Poems de Claudio Rodriguez  y Complete Poems de Gustavo Adolfo Bécquer. Junto con el académico peruano Valentino Gianuzzi, ha traducido y publicado la poesía completa de César Vallejo, en cuatro volúmenes, en la editorial Shearsman Books  (2009). En colaboración con Beatriz Villacañas ha traducido una selección de  poemas de Juan Antonio Villacañas:  Juan Antonio Villacañas: Selected Poems, publicada igualmente en Shearsman Books, 2009.